# Ернст Юліус Епік
Е́рнст Ю́ліус Е́пік (ест. Ernst Julius Öpik; 23 жовтня 1893, Кунда — 10 вересня 1985, Бангор (Північна Ірландія) — естонський астроном.

## Життєпис
Народився в місті Кунда. У 1916 році закінчив Московський університет і був залишений при ньому для підготовки до професорського звання; працював також асистентом в університетській обсерваторії. У 1920—1921 роках — доцент астрономії в Ташкенті, в 1921—1944роках  — співробітник обсерваторії Тартуського університету, упродовж 1930—1934 років працював у Гарвардській обсерваторії (США). У 1938 році його обрано дійсним членом Естонської АН.
Епік залишив батьківщину при наближенні Червоної армії у 1944 році. Будучи біженцем у таборі переміщених осіб у Німеччині, посів посаду естонського ректора Балтійського університету в екзилі. З 1944 року працював у Гамбурзькій обсерваторії. У 1948 році, незважаючи на привабливі запрошення з США, прийняв пропозицію обсерваторії Арма в Північній Ірландії, у якій працював до 1981 року. З 1956 року — також співробітник Мерілендського університету (США), з 1968 року — професор фізики і астрономії.
Наукові роботи відносяться до широкого кола питань — метеорної астрономії, фізики планет, зоряної статистики, теорії внутрішньої будови зірок, фотометрії зірок. Побудував теорію фізичних процесів, що відбуваються при зустрічі метеорного тіла з атмосферою. Виконав численні визначення висот метеорів, їхніх швидкостей і радіантів. У 1932 році висловив ідею про можливість існування хмар кометних і метеорних тіл, утримуваних притяганням Сонця на відстанях до 4 світлових років протягом декількох мільярдів років. Пізніше цю ідею кометних хмар розвинув Ян Гендрик Оорт. У 1950 році Епік на основі розробленої ним теорії зіткнень тіл Сонячної системи й походження кратерів показав (незалежно від В. В. Фединського і Ф. Л. Віппла), що поверхня Марса повинна бути покрита кратерами, і обчислив їхню частоту; фотографії поверхні Марса, отримані космічними кораблями, повністю підтвердили це передбачення. Запропонував модель атмосфери Венери, відповідно до якої високі температури на поверхні планети пояснюються постійними пиловими бурями. У 1924 році опублікував результати статистичного дослідження подвійних зірок і на цьому матеріалі розглянув загальний хід еволюції зірок залежно від їхньої початкової маси. У 1930-х роках виконав ряд робіт з внутрішньою будови зірок і розрахунку зоряних моделей. У 1937 році прийшов до висновку, що джерелом енергії зірок повинні бути термоядерні реакції синтезу, що відбуваються при високих температурах в надрах зірок. Першим (ще в 1938 році) вказав на механізм утворення червоного гіганта з зірки головної послідовності (стиснення ядра зірки і розширення зовнішніх її частин після вигоряння водню в ядрі).
У 1922 році, коли велася дискусія про шкалу відстаней до спіральних туманностей, визначив, виходячи з міркувань динаміки, відстань до туманності Андромеди, використовуючи дані про її обертанні; отримав відстань, рівне 450 000 пк (близьке до сучасного значення), що підтверджувало позагалактичну природу туманності . Виконав ряд спостережних досліджень — візуальні спостереження метеорів, мікрометричні вимірювання подвійних зірок. Розробив метод поділу гігантів і карликів за допомогою ультрафіолетового показника кольору. Брав участь у розробці астрономічних експериментів на космічних літальних апаратах.
Член Національної АН США. Медалі ім. Дж. Лоуренса Сміта Національної АН США (1960), ім. Ф. Леонарда Американського метеоритного т-ва (1968), Золота медаль Лондонського королівського астрономічного товариства (1975), медаль Кетрін Брюс Тихоокеанського астрономічного товариства (1976).
Астероїд 2099 Öpik названий на його честь.